# Sergio Sollima
Sergio Sollima (* 17. April 1921 in Rom; † 1. Juli 2015 ebenda) war ein italienischer Filmregisseur und Drehbuchautor, der auch unter den Namen Simon Sterling und Roger Higgins III arbeitete.

## Leben
Nach einigen Agentenfilmen noch unter dem Pseudonym Simon Sterling drehte Sollima als Regisseur in den 1960ern drei Italo-Western mit Tomás Milián: Der Gehetzte der Sierra Madre (La resa dei conti), Von Angesicht zu Angesicht (Faccia a faccia) und Lauf um dein Leben (Corri, uomo, corri) – die sogenannte Cuchillo-Trilogie. Milian als jungem, rebellischen Mann stehen in diesen Filmen unterschiedliche Vaterfiguren zur Seite.
Nach der Hinwendung zum Kriminalfilm drehte er Ende der 1970er Jahre den Sandokan-Fernsehmehrteiler mit Kabir Bedi in der Hauptrolle sowie einen weiteren Korsarenfilm mit demselben Schauspieler. Sollimas Filme waren oft von einer sozialen Weltanschauung geprägt und verwenden oft den Gegensatz zwischen Arm und Reich.
Sergio Sollima starb im Juli 2015 im Alter von 94 Jahren in seinem Wohnort Rom. Sein Sohn Stefano Sollima (* 1966) ist ebenfalls Filmregisseur.

## Filmografie (Auswahl)

### Regie
- 1962: Erotica (L’amore difficile) (Episode „Le donne“)
- 1965: Agent 3S3 kennt kein Erbarmen (Agente 3S3: Passaporto per l’inferno)
- 1966: Agent 3S3 pokert mit Moskau (Agente 3S3, massacro al sole)
- 1967: Der Gehetzte der Sierra Madre (La resa dei conti)
- 1967: Von Angesicht zu Angesicht (Faccia a faccia)
- 1967: Der Chef schickt seinen besten Mann (Requiem per un agente segreto)
- 1968: Lauf um dein Leben (Corri, uomo, corri)
- 1970: Brutale Stadt (Città violenta)
- 1972: Il diavolo nel cervello
- 1973: Die perfekte Erpressung (Revolver)
- 1976: Sandokan – Der Tiger von Malaysia (Sandokan)
- 1976: Der schwarze Korsar (Il corsaro nero)
- 1977: La tigre è ancora viva: Sandokan alla riscossa!
- 1987: Uomo contro uomo
- 1993: Berlin '39 – In den Fängen der Gestapo (Berlin '39)

### Drehbuch
- 1951: Geschlossene Gardinen (Persiane chiuse)
- 1960: Die Rache des roten Ritters (Il cavaliere dai cento volti)
- 1961: Die Irrfahrten des Herkules (Goliath contro i giganti)
- 1961: Der schwarze Brigant (Il segreto dello sparviero nero)
- 1961: Ursus – Rächer der Sklaven (Ursus)
- 1962: Maciste im Kampf mit dem Piratenkönig (Maciste contro lo sceicco)
- 1962: Samson, Befreier der Versklavten (La furia di Ercole)
- 1962: Kampf der Giganten (Ursus gladiatore ribelle)
- 1963: Die Revolte der Gladiatoren (I dieci gladiatori)
- 1964: Die siegreichen Zehn (Il trionfo dei dieci gladiatori)
- 1965: Agent 3S3 kennt kein Erbarmen (Agente 3S3: Passaporto per l’inferno) (als Roger Higgins III)